# Иксора ярко-красная
Иксора ярко-красная (лат. Ixora coccinea)— красивоцветущий тропический кустарник, вид цветущего растения семейства Мареновые (Rubiaceae). Растение распространено в Южной Индии, Бангладеш и Шри-Ланке. Оно стало одним из самых популярных цветущих кустарников в садах и ландшафтах Южной Флориды. Это национальный цветок Суринама. Коммерчески важное лекарственное растение, используемое в аюрведе. Все части, включая цветы, листья и корень, используются в народной медицине для приготовления различных лекарственных препаратов от кожных заболеваний, диабета и т. д.

## Описание

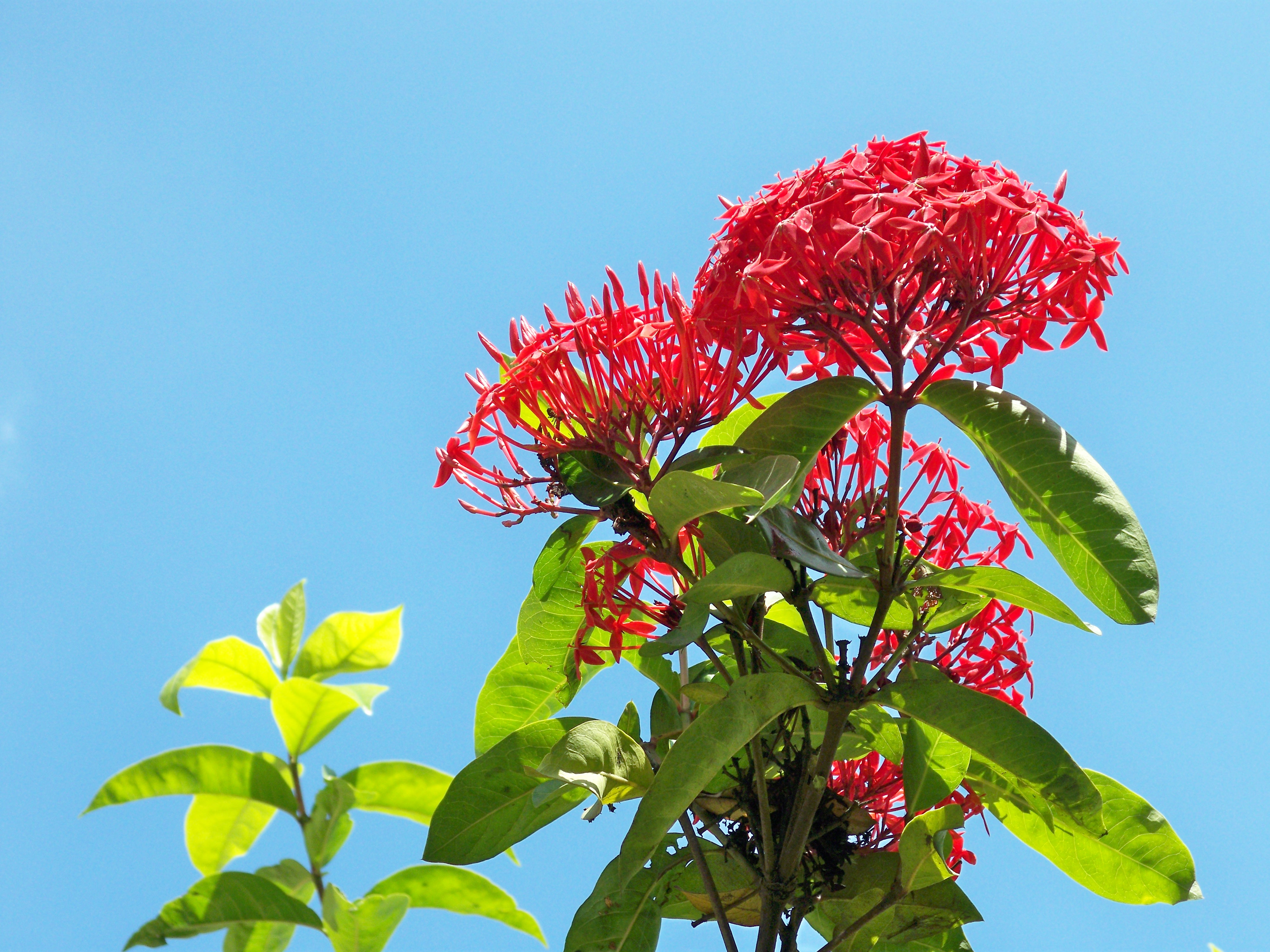
Розовая Ixora coccinea в Индии.

Ixora coccinea — густой, многоветвистый вечнозеленый кустарник, обычно 1,2-1,8 м в высоту, но способен достигать до 3,7 м. Куст имеет округлую форму, размах которого может превышать его высоту. Листья блестящие, кожистые, продолговатые, длиной около 10 см, с цельными краями, расположены супротивными парами или мутовчатыми на стеблях. Цветки мелкие, трубчатые, алые, собраны в плотные округлые соцветия диаметром 5,1-12,7 см. Цветение длится практически круглый год.

## Выращивание и использование

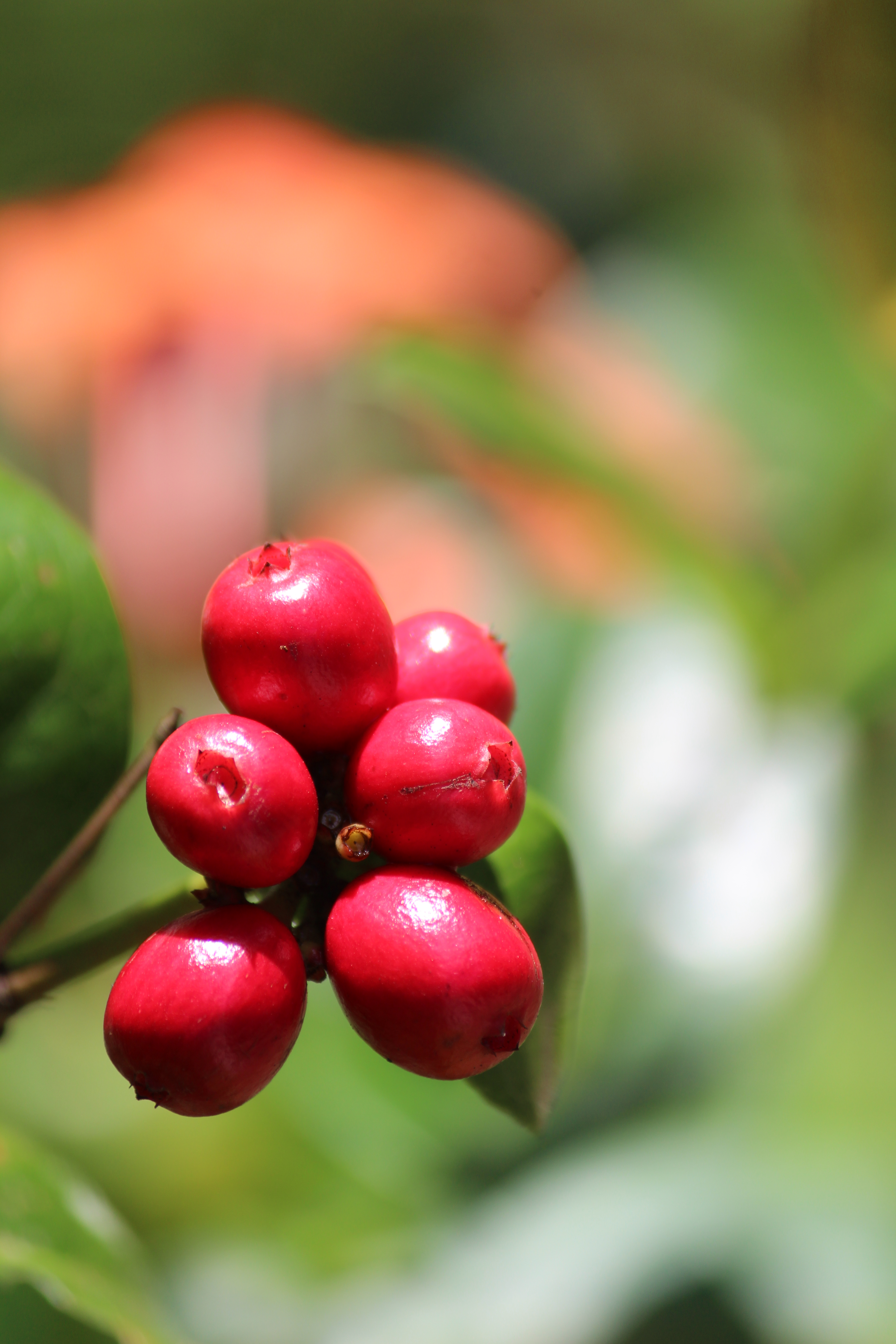
Плоды

Хотя род Ixora насчитывает около 500 видов, обычно культивируются лишь несколько видов, а для I. coccinea обычно используется общее название Ixora. I. coccinea используется в теплом климате для живых изгородей и экранов, посадок на фундаменте, в виде группировок в цветущих клумбах или выращивается как солитерный кустарник или небольшое дерево. В более прохладном климате его выращивают в оранджереях или как горшечное комнатное растение, требующее яркого света. I. coccinea также выращивают в контейнерах, и они очень эффектно смотрятся как растение во внутреннем дворике или у бассейна. Этот плотный, компактный кустарник сильно разветвлен и хорошо переносит сильную обрезку, что делает его идеальным для формальных живых изгородей, хотя лучше всего он проявляет себя, когда его не стригут.

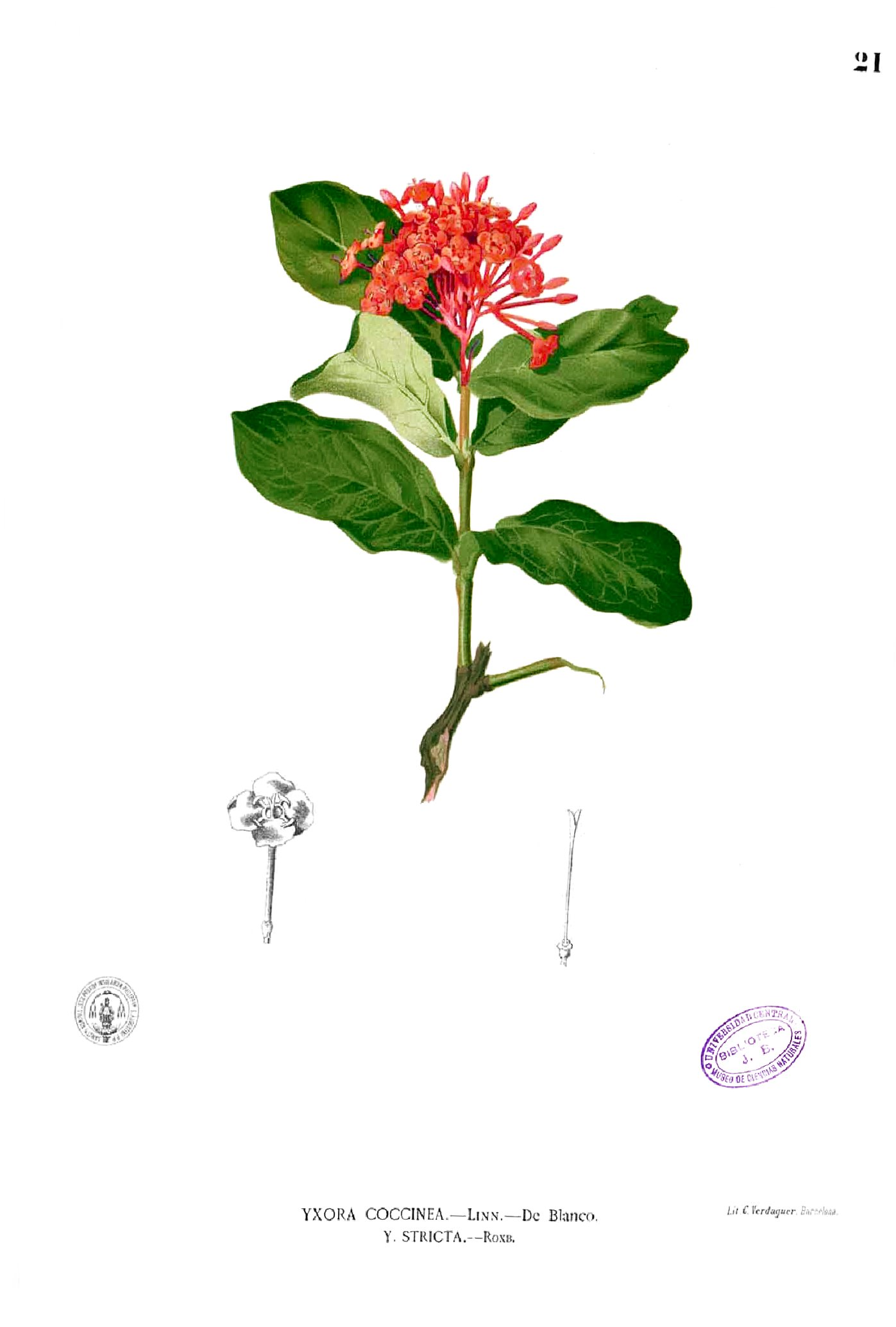
Иллюстрация Мануэля Бланко Рамоса.

Существует множество сортов, различающихся окраской цветков (жёлтые, розовые, оранжевые) и размером растений. Некоторые популярные сорта являются карликовыми, обычно оставаясь ниже 90 см по высоте. Нора Грант — популярный карлик, а Супер Кинг — популярный гибрид с гораздо более крупными цветочными гроздьями. За последние пару десятилетий на рынке появилось множество новых сортов и гибридов I. coccinea, что привело к возрождению популярности растения.
Цветы, листья, корни и стебель используются для лечения различных заболеваний в индийской традиционной системе медицины Аюрведе, а также в различных народных лекарствах, в традиционной индийской медицине используется смесь сока листьев и плодов Ixora coccinea. для лечения дизентерии, язв и гонореи.

## Химические компоненты
Фитохимические исследования показывают, что растение содержит фитохимические вещества: лупеол, урсоловую кислоту, олеаноловую кислоту, ситостерин, рутин, лекоцианадин, антоцианы, проантоцианидины, гликозиды кемпферола и кверцетина .

## Таксономия
Ixora coccinea была впервые описана в 1753 году Карлом Линнеем в его Species Plantarum 1:110 .

## Сорта иксоры

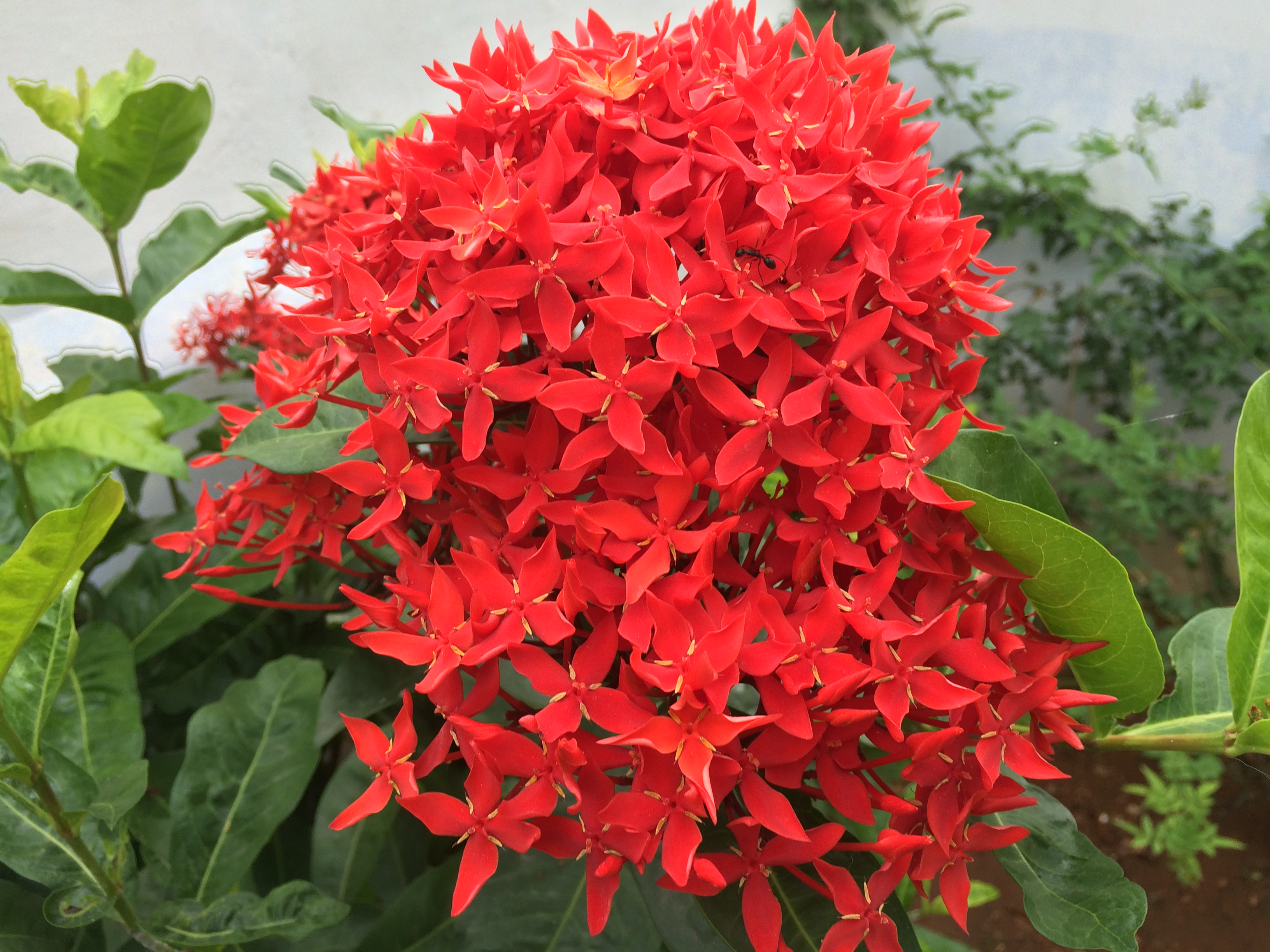
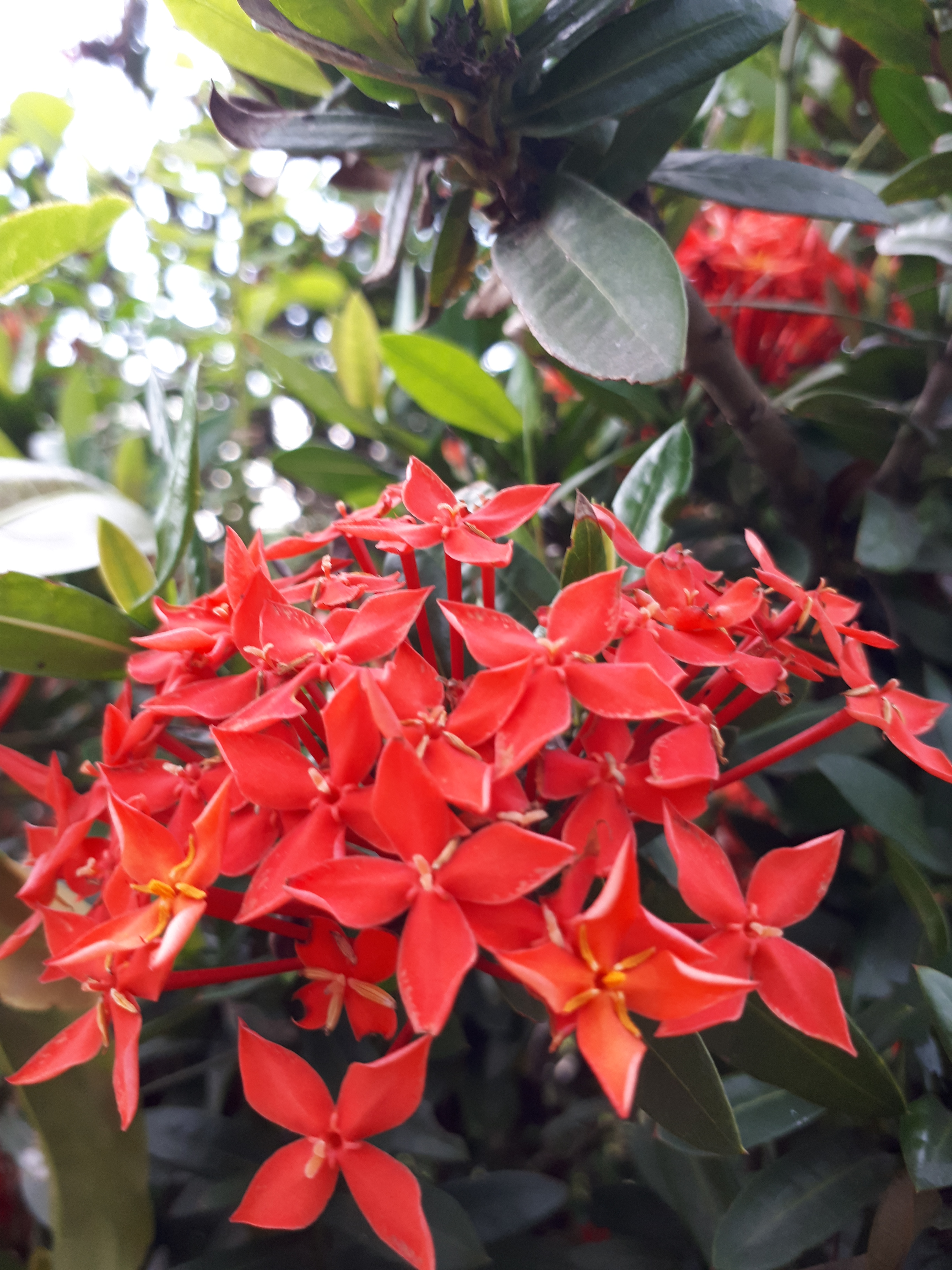
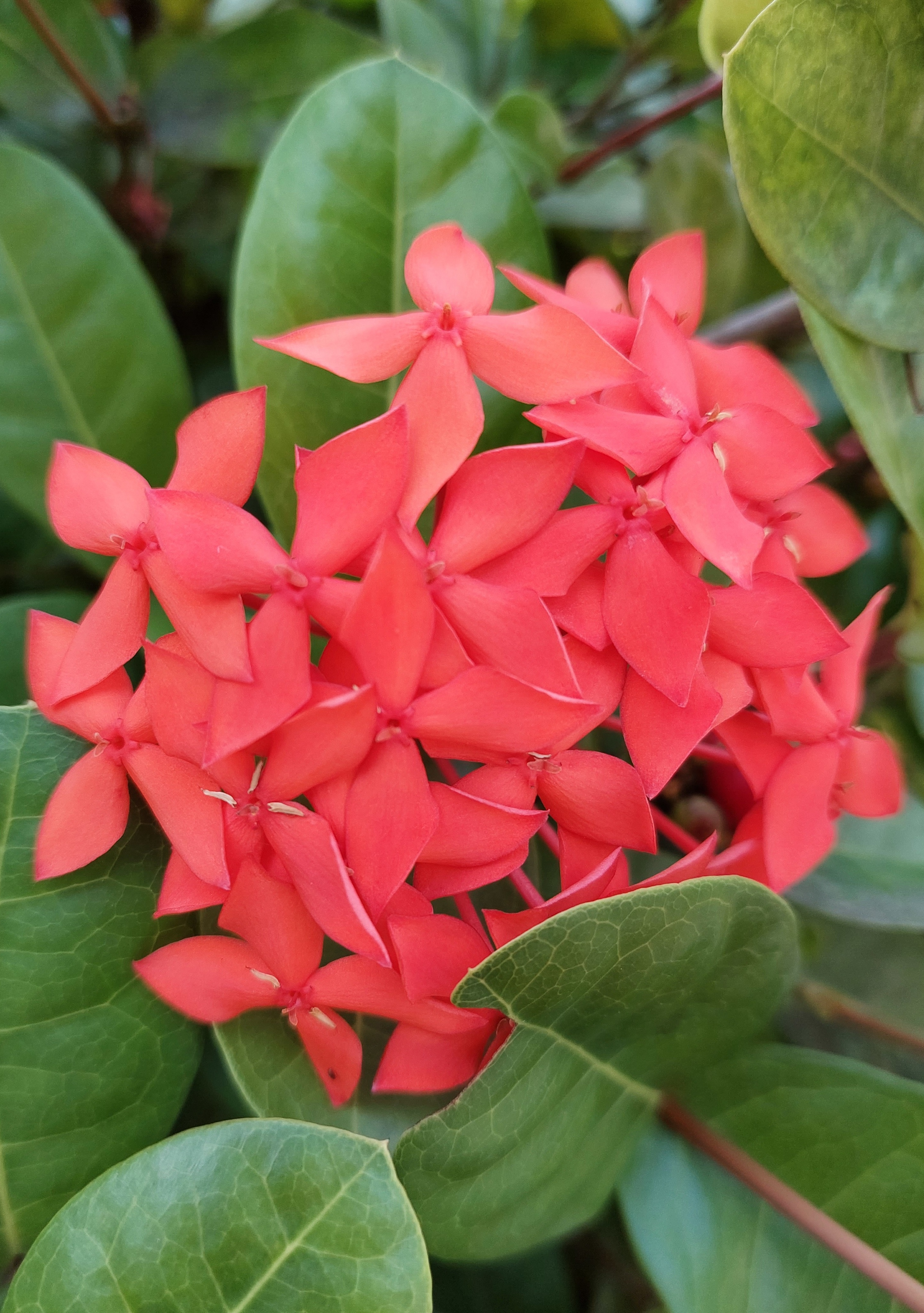
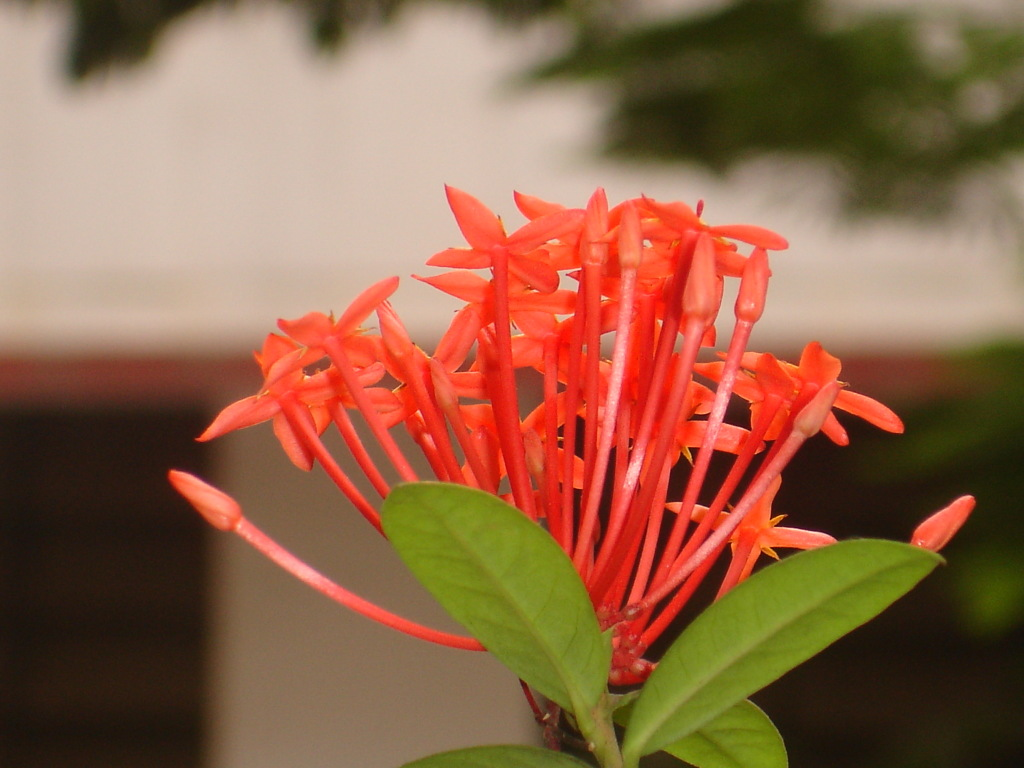
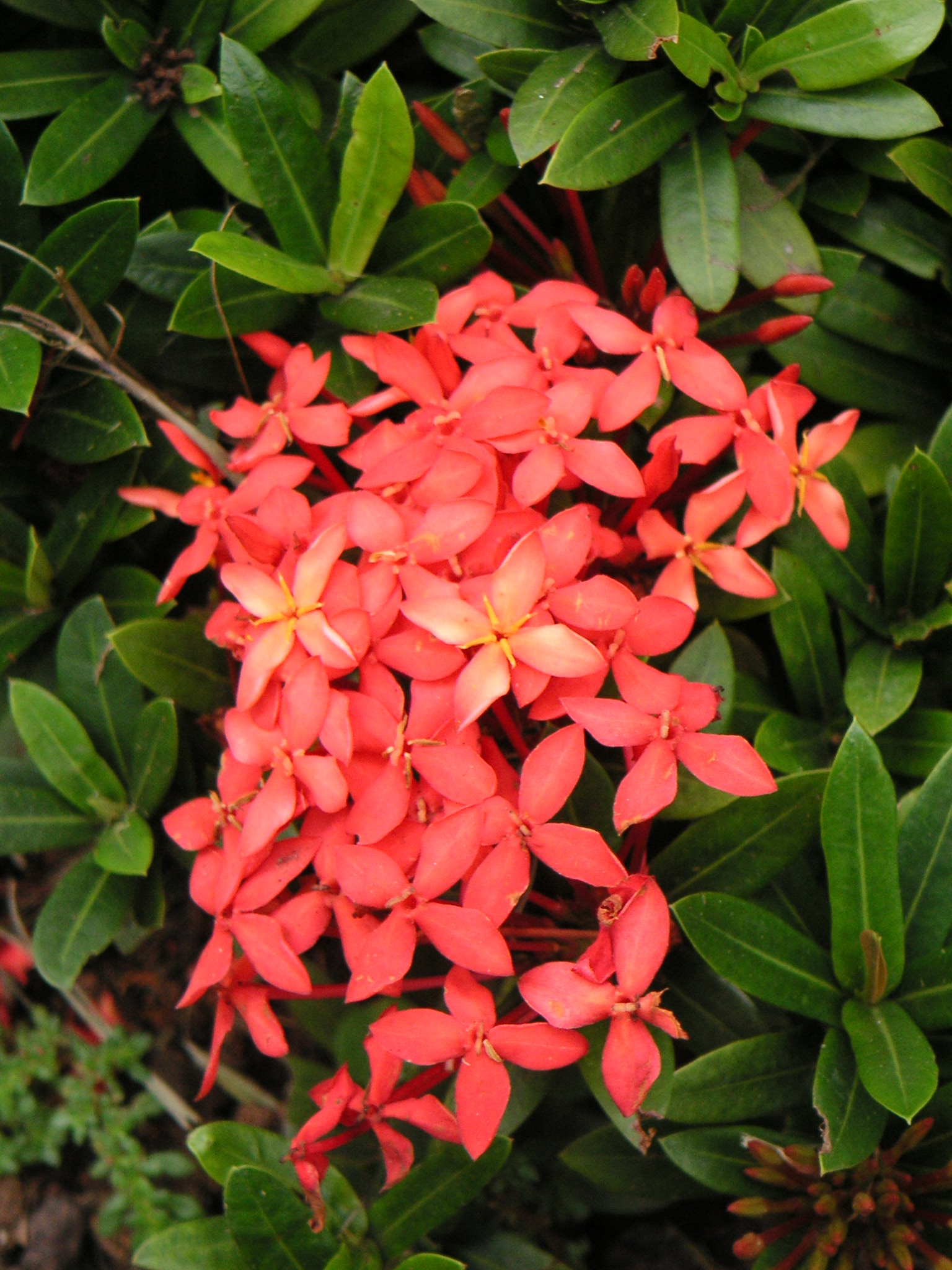
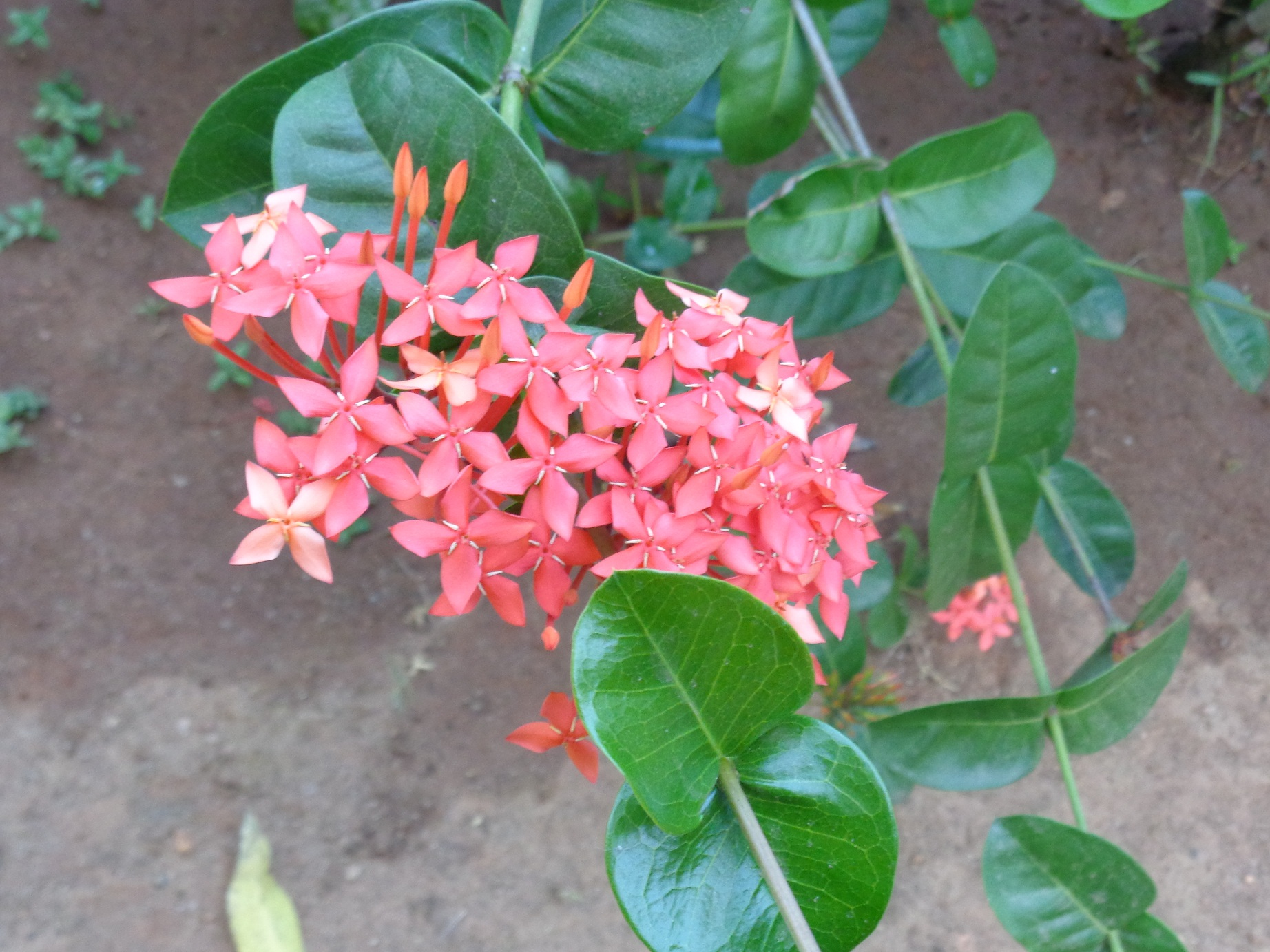
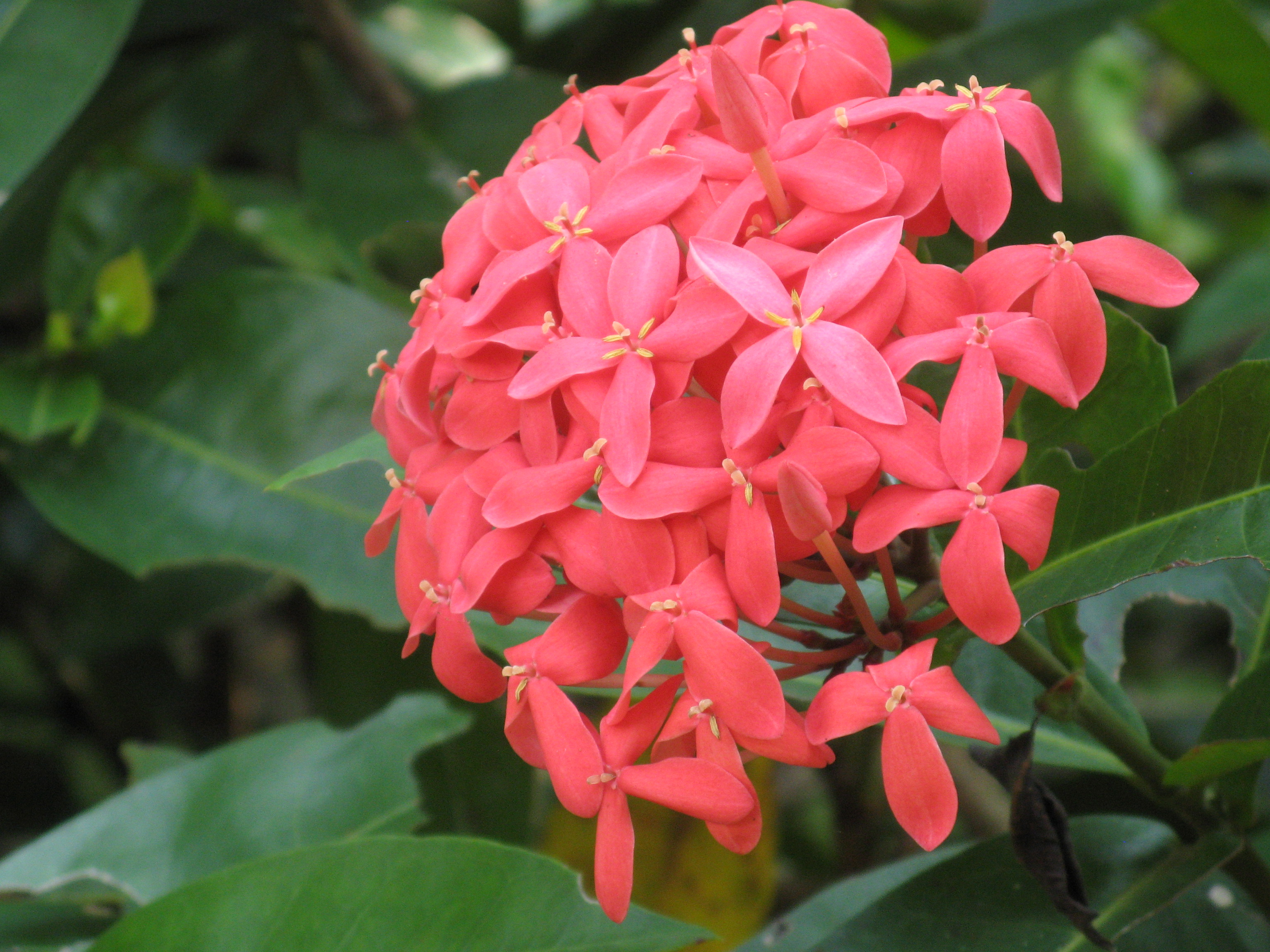
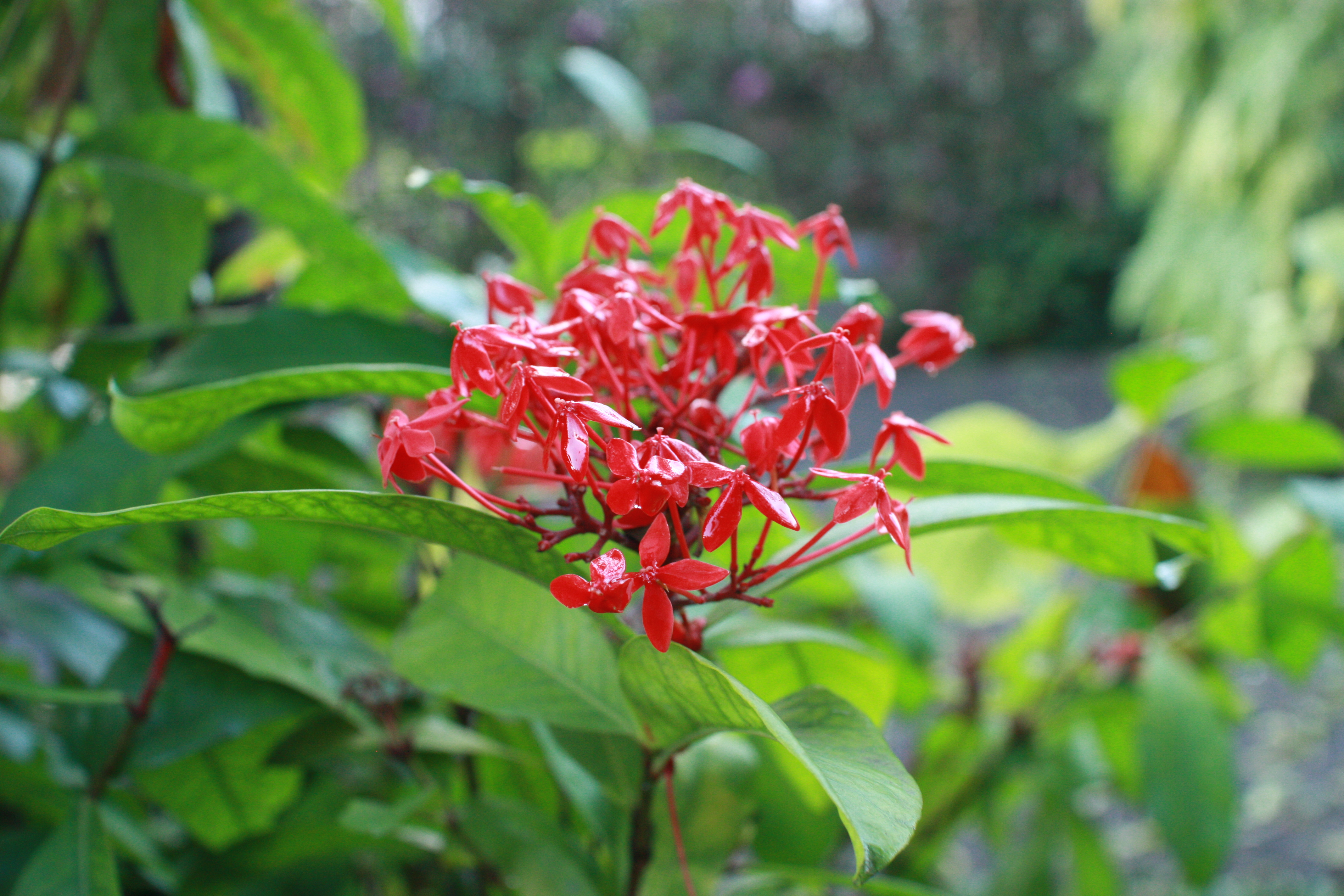
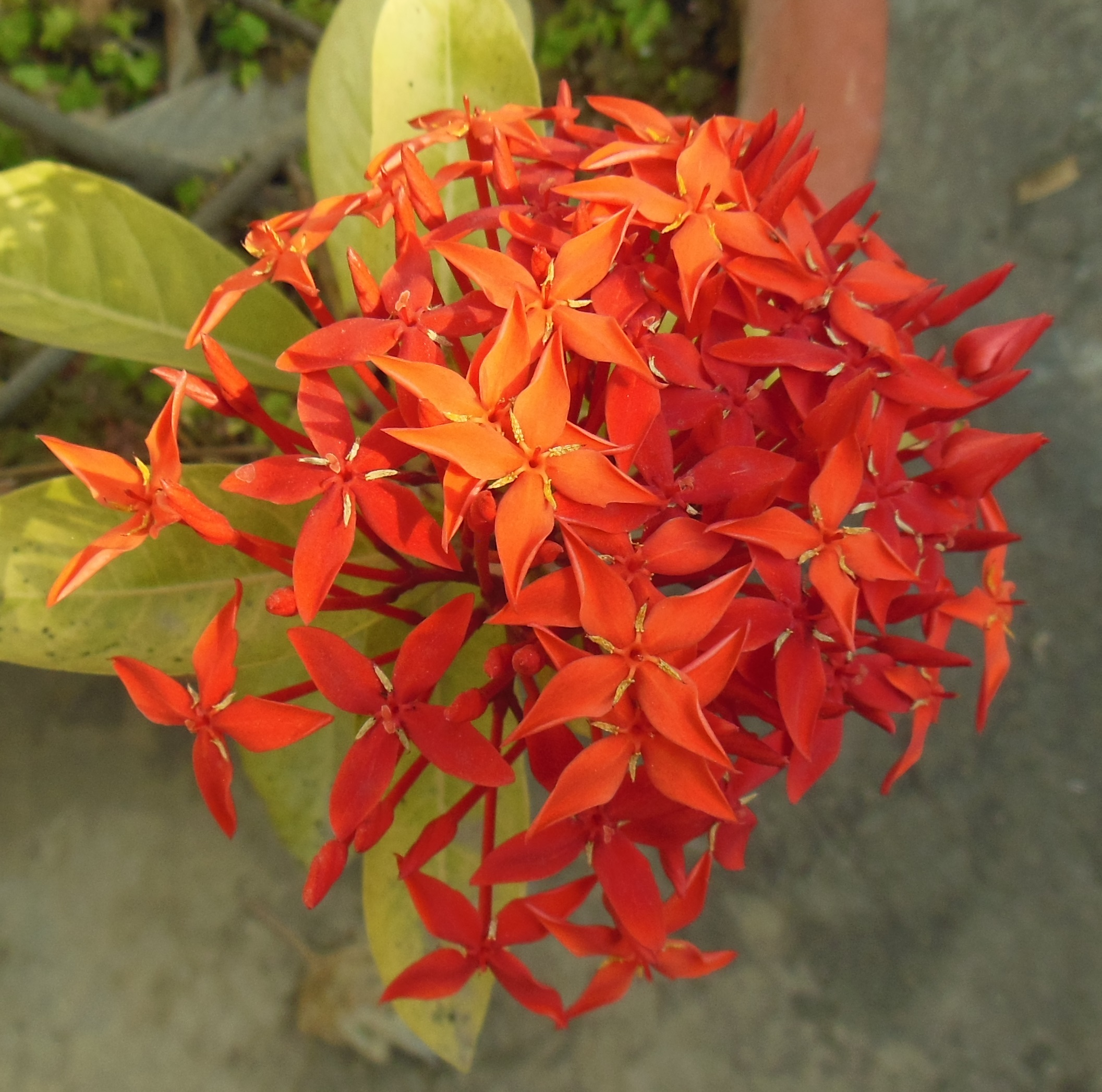
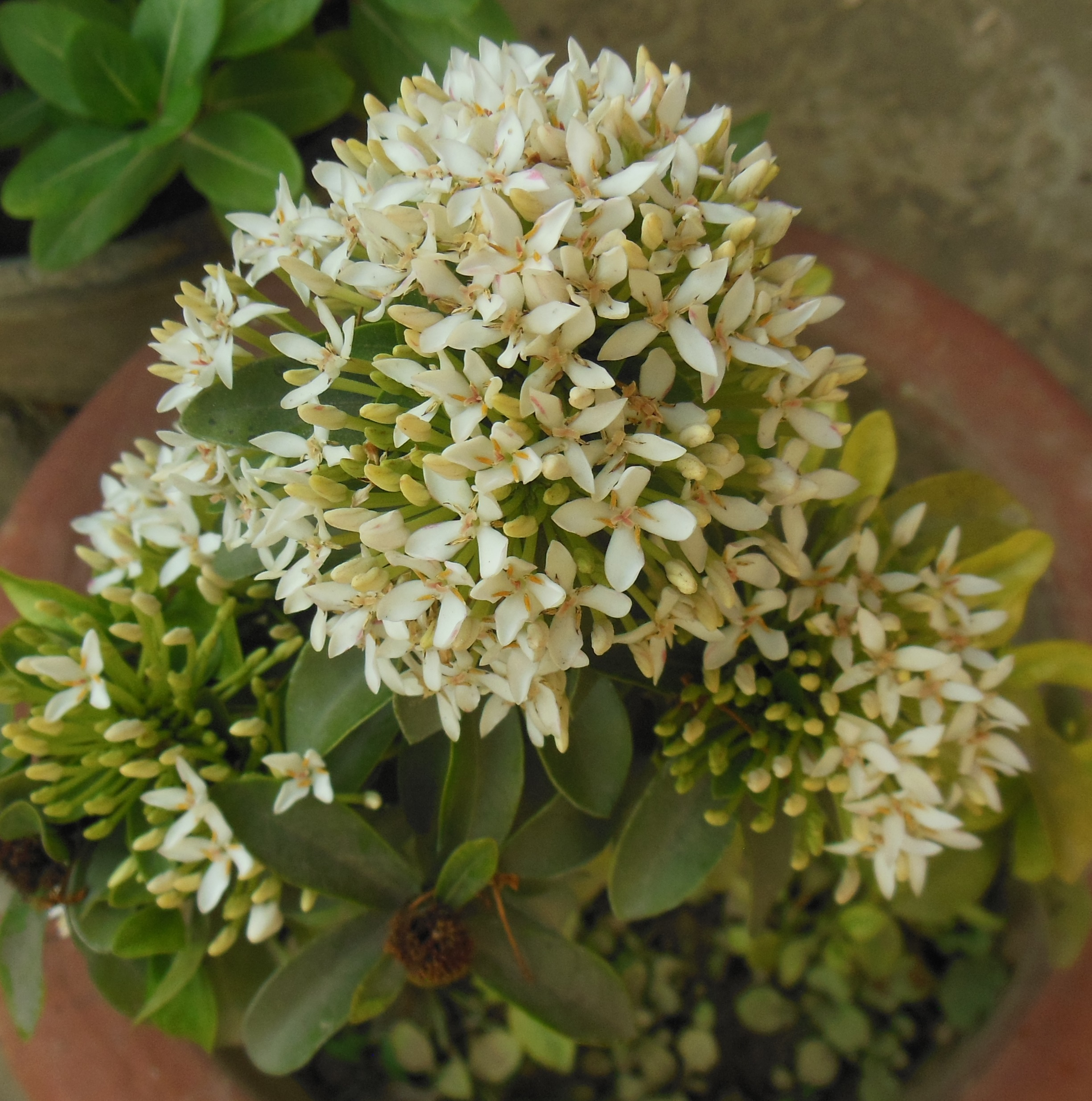
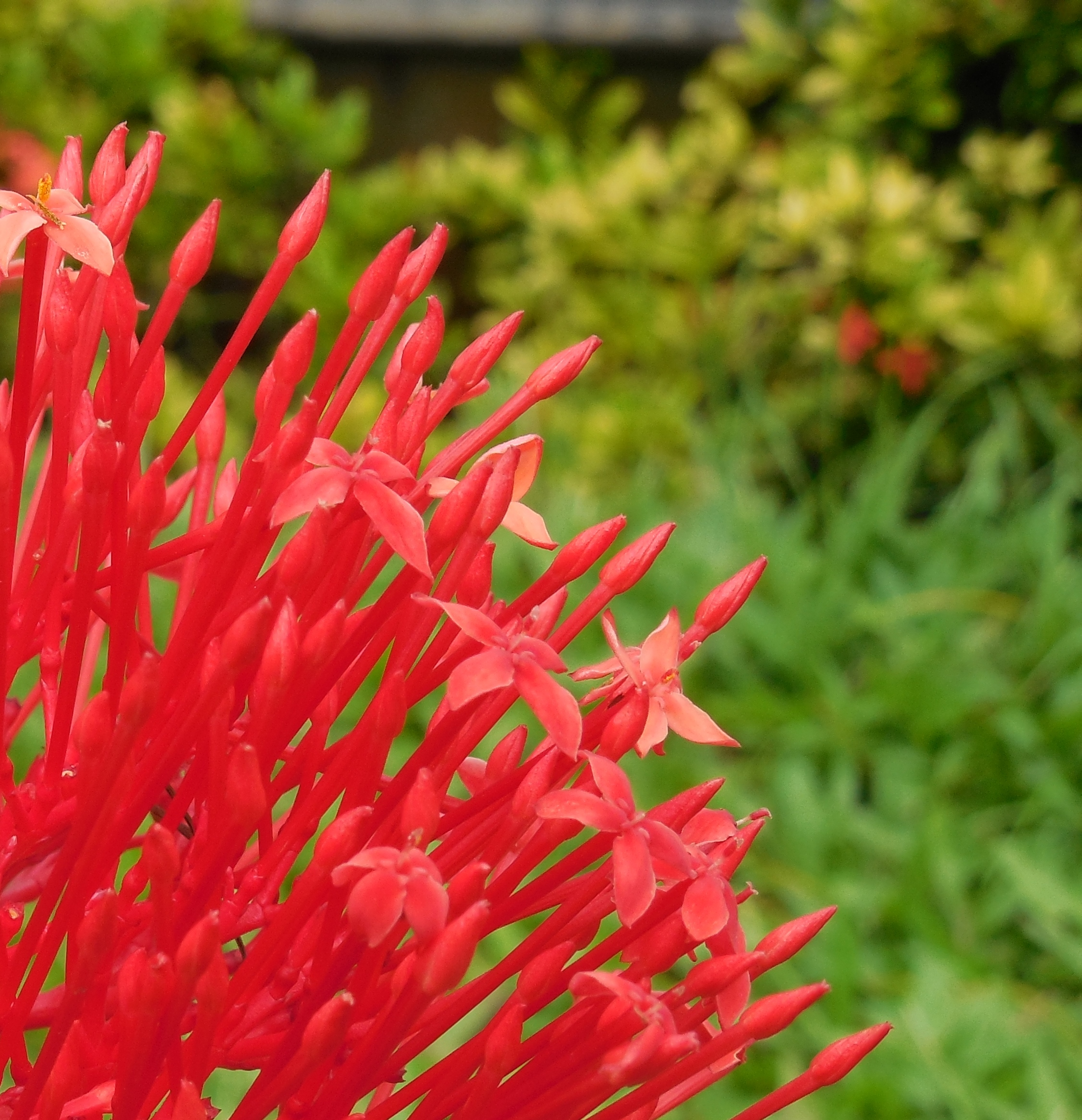
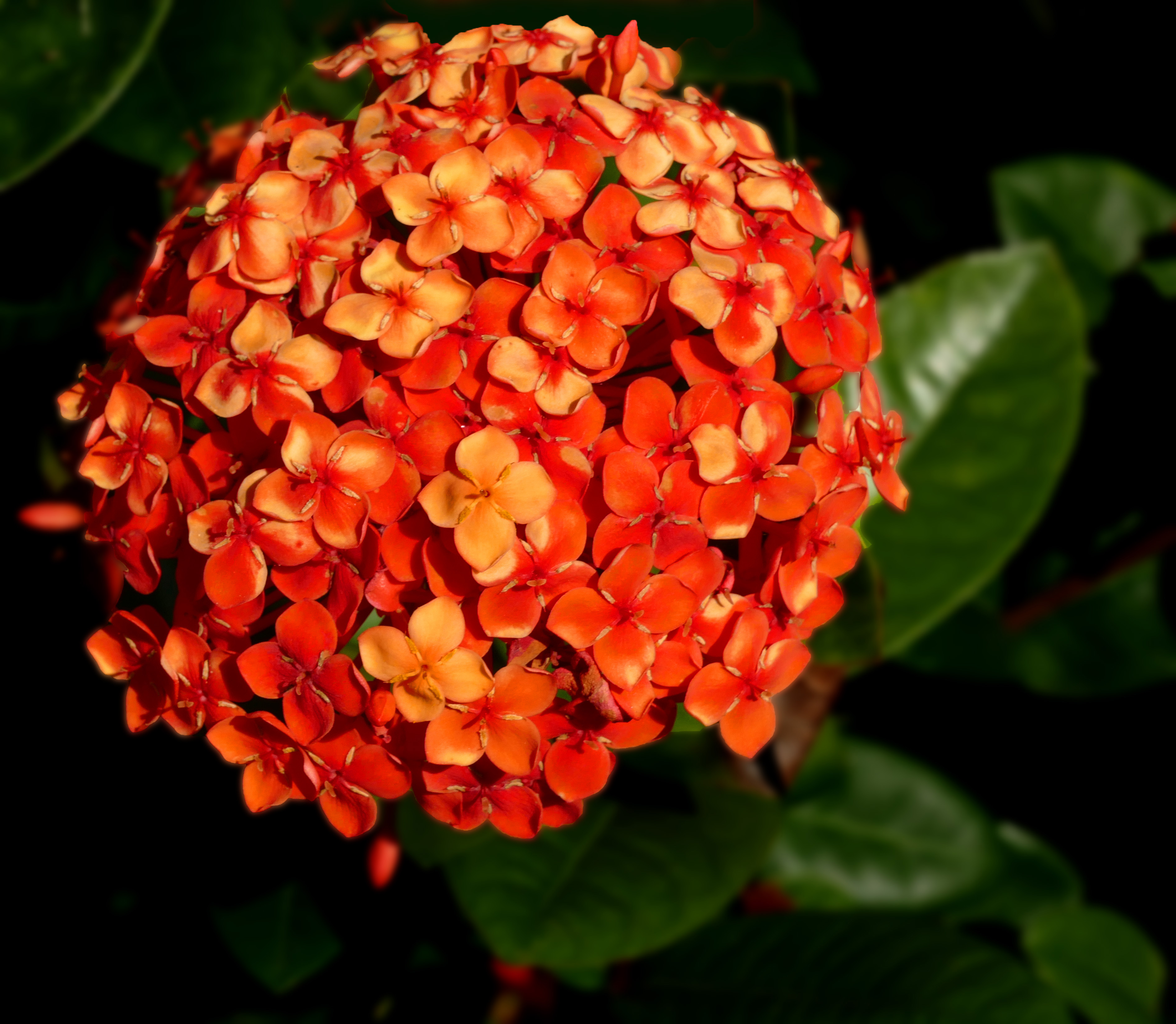
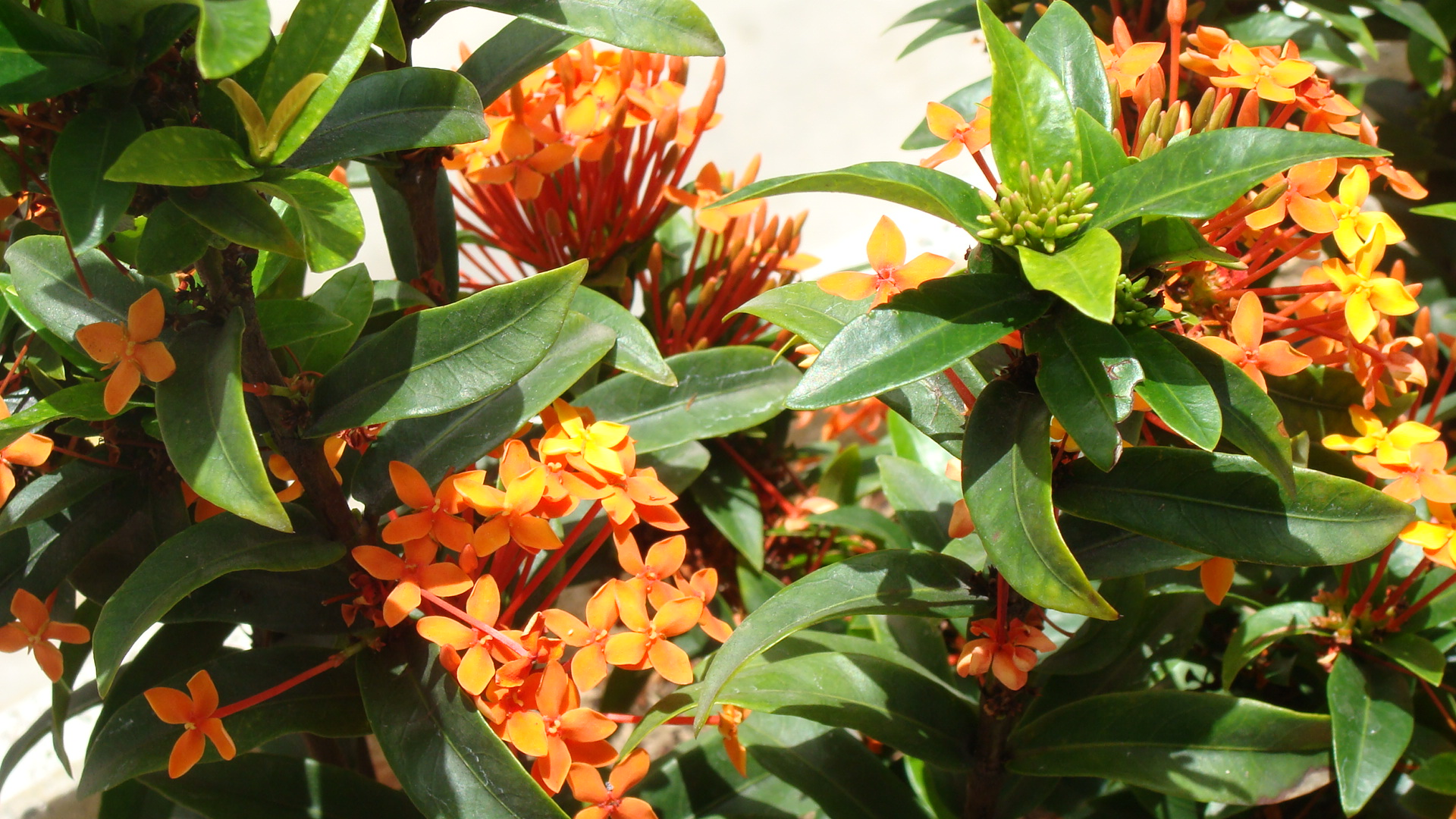
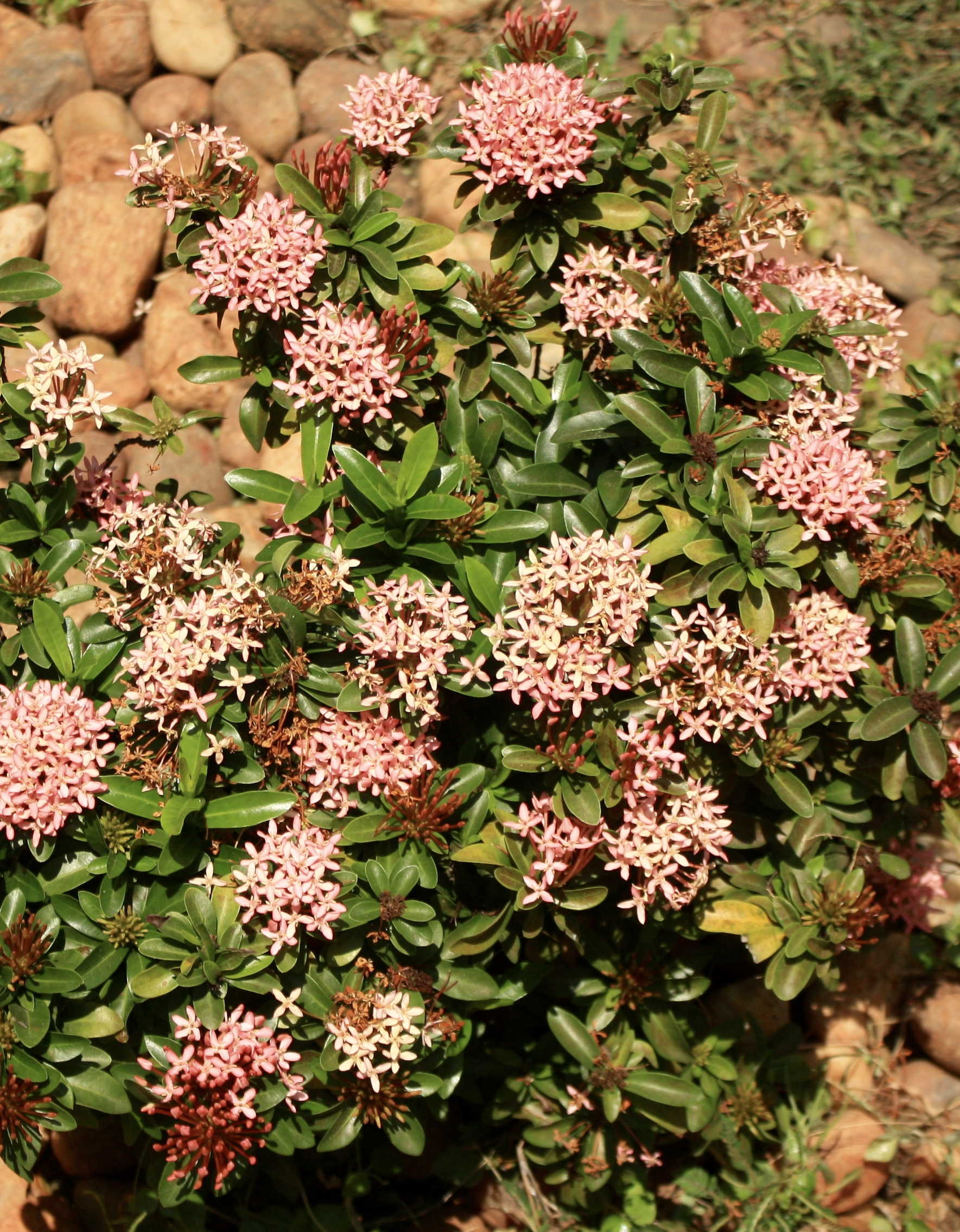

## Внешние ссылки
- На Викискладе есть медиафайлы по теме Иксора ярко-красная
- Floridata - Jungle Geranium
- Florida Gardener - Jungle Geranium
- College of Micronesia - Jungle Geranium
- World Checklist of Rubiaceae